# 이-스완 혜성
이-스완 혜성(영어: Comet Yi-SWAN; C/2009 F6)은 이대암 전 세경대학교 교수 및 현 영월곤충박물관장이 발견한 장주기 혜성이다. 한국인이 최초로 발견한 혜성으로 기록에 남게 되었다. 3월 26일 첫 발견 당시 이대암 전 관장은 SLR 디지털 카메라와 90mm 망원경을 이용하여 천체 관측을 하던 중, 1분각 정도 크기의 밝은 천체를 발견하였다. 그는 처음에 야마오카 히토시 교수에게 편지를 보내 이것이 혜성인지 확인해 달라고 요청했으나, 그의 답은 "혜성이 아니다"였다. 그런데 며칠 뒤 4월 4일에 로브 데이비드 맷슨이 소호 태양 관측 위성(Solar and Heliospheric Observatory)의 SWAN이라는 장비를 이용하여 C/2009 F6을 발견하자 야마오카 히토시 교수는 이 천체가 동일체라는 것을 확인하고 국제천문연맹(IAU)에 이를 통보하였고, 그의 발견을 공인받았다.
이 혜성은 눈으로 볼 수는 없으나, 90-100mm 망원경을 이용하면 볼 수 있다. 이 혜성의 꼬리의 길이는 명확하지 않다. 이 혜성은 가장 밝을 때 +8.0~+8.5 밝기로 4월에서 5월까지 지속되며, 1.5도 정도의 차이로 페르세우스자리의 이중성단을 비껴 지나간다.
주기는 9,600년 가량으로, 다시 볼 수 있는 때는 13462년 경으로 추정된다. 이 때문에 비주기 혜성이 아닌 장주기 혜성이라고 할 수 있다. 또, 이심률이 0.997 정도로 1보다 낮기 때문에 주기는 매우 길지만 주기 혜성이라고 말할 수 있다.